# Hullabaloo: Live at Le Zenith, Paris
Hullabaloo: Live at Le Zenith, Paris is de eerste video en dvd van de Britse rockband Muse, en werd tegelijkertijd uitgebracht met Hullabaloo Soundtrack op 1 juli 2002. De eerste schijf bevat video-opnamen van de concerten die de band gaven in Le Zénith de Paris op 28 en 29 oktober 2001. Een 40-minuten durende documentaire, een compilatie van B-kanten en een galerij zijn te vinden op de tweede schijf.

## Tracklist
| 1.                 | What's He Building? | Tom Waits                       | 1:59 |
| 2.                 | Dead Star           | Matthew Bellamy                 | 3:49 |
| 3.                 | Micro Cuts          | Bellamy                         | 3:25 |
| 4.                 | Citizen Erased      | Bellamy                         | 7:13 |
| 5.                 | Sunburn             | Bellamy                         | 3:58 |
| 6.                 | Showbiz             | Bellamy                         | 4:51 |
| 7.                 | Megalomania         | Bellamy                         | 4:31 |
| 8.                 | Uno                 | Bellamy                         | 3:30 |
| 9.                 | Screenager          | Bellamy                         | 3:55 |
| 10.                | Feeling Good        | Leslie Bricusse, Anthony Newley | 3:40 |
| 11.                | Space Dementia      | Bellamy                         | 5:22 |
| 12.                | In Your World       | Bellamy                         | 2:59 |
| 13.                | Muscle Museum       | Bellamy                         | 4:27 |
| 14.                | Cave                | Bellamy                         | 4:19 |
| 15.                | New Born            | Bellamy                         | 5:51 |
| 16.                | Hyper Music         | Bellamy                         | 4:19 |
| 17.                | Agitated            | Bellamy                         | 3:40 |
| 18.                | Unintended          | Bellamy                         | 3:45 |
| 19.                | Plug In Baby        | Bellamy                         | 3:23 |
| 20.                | Bliss               | Bellamy                         | 6:24 |
| Totale duur: 74:10 |                     |                                 |      |

| Nr. | Titel                                                        | Duur  |
| --- | ------------------------------------------------------------ | ----- |
| 1.  | Documentaire                                                 | 40:00 |
| 2.  | Compilatie van B-kanten, afkomstig van Hullabaloo Soundtrack |       |
| 3.  | Galerij                                                      |       |

## Medewerkers
- Matthew Bellamy – leadzanger, gitaar, piano
- Christopher Wolstenholme – basgitaar, achtergrondzang, gitaar tijdens Unintended
- Dominic Howard – drums, slaginstrumenten

## Trivia
- De Japanse editie bevat Darkshines als bonustrack tussen Megalomania en Uno.
- Een gitaarversie van Sunburn is te vinden op de dvd, maar niet op Hullabaloo Soundtrack. Een pianoversie is wel op de Japanse cd te vinden.